# Egzotyzm
Egzotyzm (gr. eksotikos – daleki, cudzoziemski) – zapożyczenie językowe, nazywające obce realia. Z powodu związku tego typu nazw z obcymi dla języka polskiego desygnatami ich stosowanie w określonych sytuacjach jest konieczne. Egzotyzmy nie świadczą o historycznych kontaktach polszczyzny z językami, z których pochodzą. Przykłady egzotyzmów: ajatollah, hunwejbin, kimono itd.